# 腔上囊
腔上囊是鸟类的特有结构，由意大利解剖学家法布里休斯于1621年首次发现，故又俗称法氏囊。位于肠道末端，泄殖腔的后上方。主要功能是产生免疫淋巴细胞B细胞。腔上囊由上皮組織組成，也是鳥類淋巴系統的一部份。

## 法氏囊病
由于法氏囊是鸟类的中枢免疫器官，十分重要，因此当法氏囊被病毒（传染性法氏囊病病毒，IBDV）感染后，会发生病理变化，使得鸡体对疫苗免疫应答能力下降，而导致免疫失败。所以，它被人们普遍认为是一种危害禽类养殖最重要的疾病。